# C.F.B. Brun
Carl Friedrich Balthasar Brun (20. april 1784 – 14. november 1869) var hofjægermester og kammerherre, søn af Constantin Brun og Friederike Brun og ejer af Krogerup i Humlebæk. Broder til Ida Brun.
Han ægtede 1812 Frederikke Margrethe Brun, f. Bügel, datter af handelsmanden Caspar Peter Bügel.
Han rejste mod Italien den 23. november 1808 og må have stiftet bekendtskab med Bertel Thorvaldsen i Rom. 1840-41 var han atter på rejse i Rom.
Han var Kommandør af Dannebrog.
Han var fader til:
- Alexander Brun
- P.F.C. Brun
- P.E.C. Brun
- C.A.A.F.J. Brun